# San Esteban de Gormaz
San Esteban de Gormaz là một đô thị ở tỉnh Soria, Castile và León, Tây Ban Nha. Theo điều tra dân số năm 2010 của INE, đô thị này có 3291 dân. Đô thị có diện tích km2.